# Pensacola Ice Pilots
Pensacola Ice Pilots byl profesionální americký klub ledního hokeje, který sídlil v Pensacole na Floridě. V letech 1989–2008 působil v profesionální soutěži East Coast Hockey League. Ice Pilots ve své poslední sezóně v ECHL skončily v základní části. Své domácí zápasy odehrával v hale Pensacola Bay Center s kapacitou 8 150 diváků. Klubové barvy byly námořnická modř a zlatá.

## Historické názvy
Zdroj: 
- 1989 – Nashville Knights
- 1996 – Pensacola Ice Pilots

## Přehled ligové účasti
Zdroj: 
- 1989–1990: East Coast Hockey League
- 1990–1995: East Coast Hockey League (Západní divize)
- 1995–1997: East Coast Hockey League (Jižní divize)
- 1997–2003: East Coast Hockey League (Jihozápadní divize)
- 2003–2004: East Coast Hockey League (Centrální divize)
- 2004–2008: East Coast Hockey League (Jižní divize)